# 山口県道272号滝部停車場線
山口県道272号滝部停車場線（やまぐちけんどう272ごう たきべていしゃじょうせん）は、山口県下関市を通る一般県道である。

## 概要
JR西日本山陰本線 滝部駅から山口県道39号粟野二見線交点に至る。

### 路線データ
- 起点：下関市豊北町大字滝部（JR西日本山陰本線 滝部駅前）
- 終点：下関市豊北町大字滝部（山口県道39号粟野二見線交点）

## 歴史
- 1958年（昭和33年）10月1日 - 山口県告示第644号の2により認定される。
- 1972年（昭和47年）頃 - 現行の県道番号に変更される。
- 2005年（平成17年）2月13日 - 下関市と豊浦郡の全4町（菊川町・豊浦町・豊田町・豊北町）が対等合併して改めて下関市が設置されたことに伴い、全区間が下関市域を通る路線になる。

## 地理

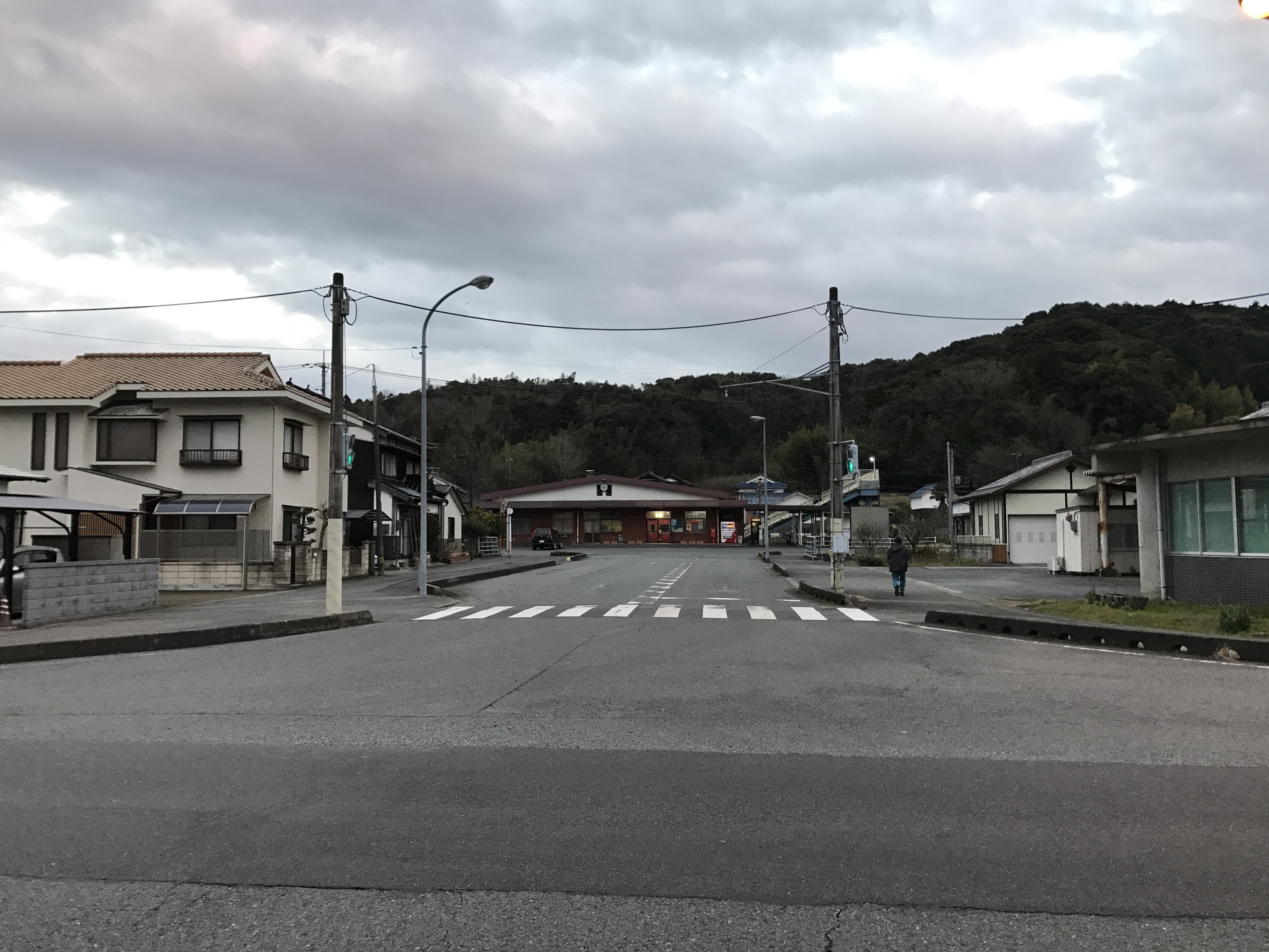
終点から起点側を望む

### 通過する自治体
- 山口県
  - 下関市

### 交差する道路
| 交差する道路           | 交差する場所   | 交差する場所 |
| ---------------------- | -------------- | ------------ |
| 山口県道39号粟野二見線 | 豊北町大字滝部 | 終点         |

### 沿線
- JR西日本山陰本線 滝部駅